# Marcus Binney
Marcus Hugh Crofton Binney (né Marcus Hugh Crofton Simms ; 21 septembre 1944) est un historien de l'architecture et auteur britannique. Il est surtout connu pour son travail de conservation du patrimoine britannique.

## Jeunesse et famille
Binney est le fils du lieutenant-colonel Francis Crofton Simms et de son épouse, Sonia Beresford Whyte. Son père est dans le Long Range Desert Group (LRDG) pendant la Seconde Guerre mondiale. Il est capturé en Libye en janvier 1942 avant d'être détenu comme prisonnier de guerre en Italie et s'échappe d'un camion en transit dans le nord de l'Italie et reste libre jusqu'à ce qu'il puisse traverser les lignes alliées dans le sud de l'Italie. Sa mère travaille dans le décryptage de codes. Après la mort de son père et le remariage de sa mère avec George Binney en 1955, Marcus prend le nom de famille de son beau-père.
Binney fait ses études au Collège d'Eton et étudie l'histoire de l'art à l'Université de Cambridge. L'architecte Walter Ison est un ami de la famille, qui encourage le jeune Binney à étudier Robert Taylor pour son doctorat.
Binney épouse Sara Anne Vanneck, fille de Gerald Charles Arcedeckne Vanneck, 6e baron Huntingfield, le 23 août 1966. Ils divorcent en 1976. Elle est décédée en 1979. Binney s'est remarié avec Anne Hills.

## Carrière
Binney est co-commissaire de l'exposition Destruction of the Country House, organisée au V&A en 1974, avec Roy Strong et John Harris, qui donne l'impulsion au mouvement de conservation des maisons de campagne britanniques. Il est l'une des forces motrices de la fondation de Save Britain's Heritage (Save) l'année suivante, et en demeure ensuite le président. Save se consacre à la sauvegarde du patrimoine architectural britannique et à la conservation de tels bâtiments pour la nation.
En 1975, il reçoit la Médaille de la Conservation de Londres. Il participe également à la fondation du Railway Heritage Trust et de la Thirties Society (aujourd'hui Twentieth Century Society) et de Save Jersey's Heritage, est nommé membre honoraire du Royal Institute of British Architects en 2004 et est vice-président de l'Ulster Architectural Heritage Society depuis 2005.
Binney joue un rôle important dans la sauvegarde de l'abbaye de Calke dans le Derbyshire et de son contenu en 1984. Cela fait suite à l'échec des tentatives de Save pour préserver les tours de Mentmore dans le Buckinghamshire, une décennie plus tôt.
Il écrit également beaucoup sur la conservation de l’environnement bâti. De 1977 à 1984, il est rédacteur en chef de la rubrique architecture du magazine British Country Life. Il est rédacteur en chef de 1984 à 1986 et continue de contribuer à la revue par des articles.
Il est le correspondant architectural du Times depuis 1991.
Binney est l'auteur de nombreux ouvrages, principalement consacrés à la préservation du patrimoine architectural britannique ; alors que beaucoup d'entre eux peuvent être caractérisés par des titres tels que « The Country House : To Be or Not to Be » et « Re-use of Industrial Buildings », il écrit également des livres traitant des expériences de ceux impliqués dans des opérations secrètes pendant la Seconde Guerre mondiale, tels que « Secret War Heroes : The Men of Special Operations » et « The Women Who Lived for Danger ».
En reconnaissance de ses services à la conservation et au patrimoine britannique, il est nommé Officier de l'Ordre de l'Empire britannique (OBE) en 1983 et Commandeur de l'Ordre de l'Empire britannique (CBE) en 2006.